# Kevin Doell
Kevin Doell (né le 15 juillet 1979 à Saskatoon dans la province de la Saskatchewan au Canada) est un joueur de hockey sur glace évoluant à la position de centre.

## Carrière
Doell joua au niveau junior pour l'équipe des Pioneers de Denver représentant l'Université de Denver dans la NCAA. Après quatre saisons passées avec les Pioneers, il obtient sa maitrise en finance, et n'ayant pas été repêché par une équipe de la Ligue nationale de hockey, il signa un contrat comme agent libre avec les Gladiators de Gwinnett évoluant dans l'ECHL.
Dès sa première saison en 2003-2004, il se démarqua avec une récolte de 74 points en 63 rencontres et fut nommé la recrue de l'année dans l'ECHL. Surpris de ces bons résultats, les Thrashers d'Atlanta, qui est le club-mère des Gladiators, lui soumettent un contrat et l'invitent à se joindre à leur formation de la Ligue américaine de hockey, les Wolves de Chicago.
Il est appelé pour la première fois à joindre les rangs du grand club durant la saison 2007-2008 et ainsi prend part à son tout premier match dans la LNH le 2 janvier 2008 face aux Hurricanes de la Caroline.

## Statistiques
| Saison     | Équipe                 | Ligue       |    | Saison régulière | Saison régulière | Saison régulière | Saison régulière | Saison régulière |   | Séries éliminatoires | Séries éliminatoires | Séries éliminatoires | Séries éliminatoires | Séries éliminatoires |
| Saison     | Équipe                 | Ligue       | PJ | B                | A                | Pts              | Pun              | PJ               | B | A                    | Pts                  | Pun                  |                      |                      |
| 1999-2000  | Pioneers de Denver     | WCHA        | 40 | 8                | 15               | 23               | 18               | -                | - | -                    | -                    | -                    |                      |                      |
| 2000-2001  | Pioneers de Denver     | WCHA        | 36 | 9                | 10               | 19               | 26               | -                | - | -                    | -                    | -                    |                      |                      |
| 2001-2002  | Pioneers de Denver     | WCHA        | 41 | 20               | 23               | 43               | 28               | -                | - | -                    | -                    | -                    |                      |                      |
| 2002-2003  | Pioneers de Denver     | WCHA        | 41 | 25               | 26               | 51               | 34               | -                | - | -                    | -                    | -                    |                      |                      |
| 2003-2004  | Gladiators de Gwinnett | ECHL        | 63 | 33               | 41               | 74               | 88               | 13               | 1 | 6                    | 7                    | 12                   |                      |                      |
| 2003-2004  | Wolves de Chicago      | LAH         | 8  | 1                | 1                | 2                | 6                | 1                | 0 | 0                    | 0                    | 0                    |                      |                      |
| 2004-2005  | Gladiators de Gwinnett | ECHL        | 11 | 6                | 9                | 15               | 14               | 8                | 2 | 1                    | 3                    | 14                   |                      |                      |
| 2004-2005  | Wolves de Chicago      | LAH         | 45 | 4                | 8                | 12               | 69               | -                | - | -                    | -                    | -                    |                      |                      |
| 2005-2006  | Wolves de Chicago      | LAH         | 78 | 17               | 34               | 51               | 72               | -                | - | -                    | -                    | -                    |                      |                      |
| 2006-2007  | Wolves de Chicago      | LAH         | 80 | 14               | 19               | 33               | 107              | 15               | 2 | 4                    | 6                    | 14                   |                      |                      |
| 2007-2008  | Wolves de Chicago      | LAH         | 68 | 16               | 17               | 33               | 75               | 24               | 4 | 5                    | 9                    | 41                   |                      |                      |
| 2007-2008  | Thrashers d'Atlanta    | LNH         | 8  | 0                | 1                | 1                | 4                | -                | - | -                    | -                    | -                    |                      |                      |
| 2008-2009  | Leksands IF            | Allsvenskan | 37 | 22               | 27               | 49               | 105              | -                | - | -                    | -                    | -                    |                      |                      |
| 2009-2010  | Wolves de Chicago      | LAH         | 79 | 16               | 21               | 37               | 69               | 9                | 3 | 0                    | 3                    | 2                    |                      |                      |
| 2010-2011  | Tappara Tampere        | SM-Liiga    | 58 | 18               | 20               | 38               | 105              | -                | - | -                    | -                    | -                    |                      |                      |
| 2011-2012  | Wolves de Chicago      | LAH         | 17 | 1                | 6                | 7                | 16               | 5                | 2 | 4                    | 6                    | 2                    |                      |                      |
| 2012-2013  | EC Klagenfurt AC       | EBEL        | 34 | 9                | 6                | 15               | 58               | 2                | 1 | 0                    | 1                    | 0                    |                      |                      |
| 2013-2014  | VIK Västerås HK        | Allsvenskan | 17 | 3                | 3                | 6                | 16               | -                | - | -                    | -                    | -                    |                      |                      |
| 2013-2014  | SG Cortina             | Elite A     | 7  | 1                | 4                | 5                | 12               | 10               | 3 | 7                    | 10                   | 6                    |                      |                      |
| Totaux LNH | Totaux LNH             | Totaux LNH  | 8  | 0                | 1                | 1                | 4                | -                | - | -                    | -                    | -                    |                      |                      |

## Honneurs et trophées
ECHL
- Membre de l'équipe d'étoiles des recrues en 2004.
- Nommé la recrue de l'année dans l'ECHL en 2004.

### Transactions
- 30 juin 2004 ; signe à titre d'agent libre avec les Thrashers d'Atlanta.